# وزارة شؤون المحاربين القدامى (أستراليا)
وزارة شؤون المحاربين القدامى (بالإنجليزية: Department of Veterans' Affairs)‏ هي وزارة في حكومة أستراليا تأسست عام 1976وهي مكلفة بتقديم البرامج الحكومية للمحاربين القدامى وأفراد قوات الدفاع الأسترالية والشرطة الفيدرالية الأسترالية وعائلاتهم. تشغل إليزابيث كوسون سكرتير الوزارة حاليا منذ 19 مايو 2018.